# Фуксмюль
Фуксмюль (нім. Fuchsmühl) — громада в Німеччині, розташована в землі Баварія. Підпорядковується адміністративному округу Верхній Пфальц. Входить до складу району Тіршенройт.
Площа — 14,84 км2. Населення становить 1530 ос. (станом на 31 грудня 2020).